# Railway Dugouts Burial Ground (Transport Farm)
Railway Dugouts Burial Ground (Transport Farm) is een Britse militaire begraafplaats met gesneuvelden uit de Eerste Wereldoorlog, gelegen in het Belgische dorp Zillebeke, een deelgemeente van Ieper. De begraafplaats werd ontworpen door Edwin Lutyens in samenwerking met John Truelove en wordt onderhouden door de Commonwealth War Graves Commission. Het terrein heeft een onregelmatige vorm met een oppervlakte van 17.395 m². Er zijn twee gelijkvormige toegangsgebouwen met een boogvormige doorgang. De begraafplaats is bijna als een halve cirkel rond een vijver aangelegd. Deze vijver is ontstaan door een bomkrater, zoals er nog meerdere in de omgeving te vinden zijn. Het Cross of Sacrifice staat vlak bij deze vijver opgesteld. De Stone of Remembrance staat in de oostelijke hoek vlak bij de twee toegangen. 
Er worden 2.463 doden herdacht, waarvan 431 niet geïdentificeerd konden worden.

## Geschiedenis
De begraafplaats ligt anderhalve kilometer ten westen van het centrum van Zillebeke, een paar honderd meter ten zuidwesten van Zillebekevijver langs de Komenseweg. Op deze plaats liep de spoorweg Ieper-Komen over een berm die uitkeek op een kleine hoeve "De Pollepel", dat door de Britten "Transport Farm" werd genoemd. In de spoorwegberm werden schuilplaatsen (dug-out) gemaakt. De begraafplaats werd gestart in april 1915, die zowel naar de boerderij (Transport Farm) als naar de dug-outs werd genoemd. De begraafplaats lag vlak bij de frontlinie van de Ieperboog en bleef gedurende de hele oorlog in gebruik. Vooral in 1916 en 1917 werden er nieuwe graven bijgezet, toen in de dug-outs en de boerderij verpleegposten (Advanced Dressing Stations of ADS) waren ingericht. In de zomer van 1917 werden vele graven door artillerievuur vernield en deze slachtoffers worden met Special Memorials herdacht omdat hun graven niet meer teruggevonden werden. Zij staan in een dubbele cirkel rond de Stone of Remembrance opgesteld.
Tegen het einde van de oorlog telde de begraafplaats 1.705 graven. Daarna werd dit uitgebreid met graven uit het omliggende slagveld en met graven die werden overgebracht vanuit kleinere begraafplaatsen, zoals de voormalige Valley Cottages Cemetery. Daar lagen 111 slachtoffers begraven, maar die begraafplaats werd voor een groot deel vernield waardoor enkele tientallen doden niet meer teruggevonden werden. Honderd meter ten zuidoosten van Railway Dugouts Burial Ground lag Transport Farm Annexe. Alle graven van deze begraafplaats werden overgebracht naar Perth Cemetery (China Wall), behalve dit van één officier wiens graf niet meer gevonden werd. Van deze beide begraafplaatsen worden er samen 72 doden herdacht met Special Memorials en een Duhallow Block. Deze staan eveneens opgesteld in een dubbele cirkelvorm die verwijst naar de talrijke bomkraters in de omtrek.
Onder de 2.463 slachtoffers zijn er 1.662 Britten (waarvan 320 niet geïdentificeerde), 154 Australiërs (waarvan 20 niet geïdentificeerde), 636 Canadezen (waarvan 85 niet geïdentificeerde), 4 Indiërs (waarvan 3 niet geïdentificeerde), 3 Nieuw-Zeelanders (waarvan 2 niet geïdentificeerde) en 4 Duitsers (waarvan 1 niet geïdentificeerde).
Deze begraafplaats werd in 2009 als monument beschermd.

## Graven
- De broers Reginald en Frederick Wild behoorden bij het 43ste Can. Inf. (The Manitoba Regiment) en sneuvelden op dezelfde dag (21 augustus 1916). Zij worden herdacht met Special Memorials die naast elkaar staan opgesteld.
- zestien militairen namen dienst onder een alias.

### Onderscheiden militairen
- Frederick Youens, onderluitenant bij het 13th Bn. Durham Light Infantry, ontving het Victoria Cross (VC) voor zijn moedig en koelbloedig optreden bij het veilig stellen van zijn machinegeweerteam, ondanks zijn verwondingen, tijdens een vijandelijke aanval. Hij stierf op 7 juli 1917 in de leeftijd van 24 jaar.
- William Francis Brougham R. Dugmore, luitenant-kolonel bij het North Staffordshire Regiment, W.M. Shaw, majoor bij de Royal Field Artillery, Arthur Septimus Conway, majoor bij het North Staffordshire Regiment, John Foster Paton Nash en William Dumbleton Holmes, beiden kapiteins bij de Canadian Infantry en George Mutch, luitenant bij het Royal Flying Corps werden onderscheiden met de Distinguished Service Order (DSO). W.D. Holmes ontving ook nog het Military Cross (DSO, MC).
- majoor W.C.K. Birch, de kapiteins Eric Noel Lambert, H. Dean en B.C. Camm, de luitenants Harry Wilfred Knowles, Bernard William Theodore Wickham en George Rigby, kapelaan Edgar Noel Moore en compagnie sergeant-majoor S. Jones werden onderscheiden met het Military Cross (MC).
- de sergeanten Ernest Shufflebottom en J. Hayward, de artilleristen Herbert Butterfield en William Edmund Downer en de soldaten Thomas Ternant Rea en George Inkster werden onderscheiden met de Distinguished Conduct Medal (DCM).
- er liggen nog 22 militairen die de Military Medal (MM) ontvingen.

### Minderjarige militairen
- Vernon K. Merchant, soldaat bij de Canadian Infantry was 16 jaar toen hij sneuvelde.
- de soldaten Charles A. Staincliffe, John Thomas Atkins, Mark Edward Berton, James Russell Cooper, James MacKenzie en C. Parkinson waren 17 jaar toen ze sneuvelden.